# 黃潤色
黃潤色（1937年6月22日—2013年8月3日），出生於中華民國臺北，臺灣抽象畫畫家，東方畫會成員。

## 生平
1937年6月22日，黃潤色出生於臺北，不久後隨父母回到故鄉彰化，黃潤色在家排行第三。家族是彰化的仕紳家族，祖父是黃呈聰。
1950年，黃潤色考入省立彰化女中就讀。17歲時，家道中落，為了躲避債主搬遷到臺中定居。此時黃家的鄰居正好為日治時期畫家楊啟東，黃潤色受其啟發堅定了成為專業藝術家的想法，課餘時間向楊啟東學習繪畫。 
1957年，黃潤色通過教育廳美術教員檢定考試，成為國民小學的教師，在烏日國小教職期間其作品多次獲得全省教師美展入選。1959年獲得第1屆「鯤島書畫展覽」第一獎。
1960年，受楊啟東引薦，黃潤色轉至台中篤行國小任教。結識同校的版畫家倪朝龍，在其建議之下拜現代畫家李仲生為師。幾經拜訪後成為李仲生的學生，在其教導之下，黃潤色開始了對「現代繪畫」的認識與創作，也開始發展自己的抽象畫風。
1962年，黃潤色成為東方畫會成員，同時也是東方畫會首位女性成員。1963年，黃潤色辭去國小教職，前往臺北投入現代繪畫創作。1969年，黃潤色最後一次參與東方畫會的展出，婚後返回故鄉彰化。1982年，黃潤色與陳庭詩、鍾俊雄等東方畫會的前成員，組成「現代眼畫會」，成為中部第一個現代繪畫團體，並參與各年度之「現代眼畫展」。
1986年間，黃潤色赴日求學，期間接觸新媒材的創作，直至1988年畢業於東京設計師學院。1990年，黃潤色與家人旅居加拿大溫哥華。2000年，黃潤色與先生返臺定居，並擔任財團法人李仲生現代繪畫文教基金會董事 。在臺期間，黃潤色多次參與展覽，包含2002年現代眼群展「大船入港」、2006年國立臺灣美術館的「李仲生與臺灣現代繪畫之發展」、2008年彰化藝術館舉辦之「從現代到後現代—李仲生師生探索展」與「現在完成進行式—現代眼畫會二十七年度展」、2009年臺中陳庭詩現代藝術空間展出的「老當益壯五人聯展」、2013年臺北市立美術館舉辦之「臺灣現當代女性藝術五部曲1930-1983」聯展以及靜宜大學藝術中心舉辦之「東方之珠—黃潤色回顧展」等。
2013年，黃潤色因腹膜癌病逝，享壽七十七歲。

## 創作風格
黃潤色主要進行抽象風格的創作，多運用流動、連續、迴旋、婉約的線條構成其作品，並著重於其精神意識與心緒的表達。
黃朝湖發表於1968年的文章〈畫壇的女尖兵黃潤色〉中，曾收錄黃潤色自述其創作：
|  | 我一向酷愛细、幽而又充滿神秘性的線條；因此，每當我著手畫一幅畫時就以線條為主幹，由少而多、由簡單而複雜，畫至自己感覺滿足為止；然後以接近我自己個性的寒色調子，透過直覺的意念表現內心的感情和思想。 |

## 評價
- 畫家林惺嶽曾在1975年發表的文章〈藍色的回憶—記女畫家黃潤色〉中，寫到：「不過做為新繪畫陣容的一份子，黃潤色所扮演的角色並不突出。她的畫細膩而幽柔，並不新奇而大膽的令人側目……但是她勤於作畫，她提煉出尖銳的線條及精細的造型以掌握纖細的敏感神經，以在畫面上展現出一種細緻而純真的意識流動歷程。她雖然加入前衛的畫會，並熱心的參與畫會的展覽有關聯展。但她的畫並不是屬於為反抗某傳統目標或強調某一新觀念運動的產品。她的畫只是屬於她自己透過造型語言表示的心理獨白。她有她自己的想法，正如她自己的生活格調。」[5]

## 外部連結
- 東方之珠－黃潤色回顧展 （页面存档备份，存于）
- 黃潤色 - 非池中藝術網 （页面存档备份，存于）